# Ida regénye (film, 2022)
Az Ida regénye Gárdonyi Géza Ida regénye című műve alapján készült, 2022-ben bemutatott magyar romantikus film Goda Krisztina rendezésében.

## Szereplők
- Hevér Gábor – Ó Péter
- Mentes Júlia Virgínia – Ó Ida
- Rohonyi Barnabás – Balogh Csaba
- Stefanovics Angéla – Kati
- Györgyi Anna – Mária nővér
- Ember Márk – Csorba
- Lovas Rozi – Balogh Jolán
- Mészáros Béla – Borbereki
- Kovács Lehel – Mikey
- Bata Éva – Mikeyné Flóra
- Sipos Vera – Ofélia
- Réti Nóra – Bogár Nóra
- Kardos Róbert – orosz műgyűjtő

## Alkotók
- Rendező: Goda Krisztina
- Író: Gárdonyi Géza
- Forgatókönyvíró: Divinyi Réka, Goda Krisztina
- Producer: Lajos Tamás
- Zene: Csengery Dániel
- Operatőr: Balázs István Balázs
- Vágó: Kovács Zoltán

## Díjai
- Magyar Mozgókép Díj 2022
  - Legjobb tévéfilm

## Kritikák, ismertetések a filmről
- Ida regénye – Megérkezett Goda Krisztina új filmjének előzetese Mentes Júliával és Rohonyi Barnabással. Színház.Online, 2022. május 7., hozzáférés: 2023. március 13.
- Babos Anna: A szerelem ostobaság, de gyönyörű ostobaság. Magyar.Film.hu, 2022. június 14., hozzáférés: 2023. március 13.
- Tomcsányi Sára: „Maga több: maga műérző, Ida” – Gárdonyi Géza: Ida regénye mint az ízlésesztétika ábrázolása és tárgya. KortársOnline.hu, 2023. március 1., hozzáférés: 2023. március 13.